# Onobrychis alyassinicus
Onobrychis alyassinicus är en ärtväxtart som beskrevs av Ahmed Ahmad Parsa. Onobrychis alyassinicus ingår i släktet esparsetter, och familjen ärtväxter. Inga underarter finns listade i Catalogue of Life.